# 1843 en Italie
Chronologie de l'Italie
- 1839
- 1840
- 1841
- 1842
- 1843
- 1844
- 1845
- 1846
- 1847

## Événements

### Opéras créés en 1843
- 11 février : I Lombardi, opéra de Verdi, créé à la Scala de Milan

## Naissance en 1843
- 2 janvier : Luigi Capello, peintre italien († 16 février 1902).
- 10 février : Adelina Patti, chanteuse d'opéra (soprano colorature) italienne († 27 juillet 1919).
- 19 février : Leonardo de Mango, peintre orientaliste italien († 27 janvier 1930).
- 22 février : Annibale Brugnoli, peintre italien († 11 décembre 1915).
- 24 juillet : Eugen de Blaas, peintre italien († 10 février 1931).
- 17 août : Mariano Rampolla del Tindaro, cardinal italien († 16 décembre 1913).
- 17 octobre : Giuseppe Grandi, sculpteur italien († 30 novembre 1894).
- 3 décembre : Daniele Ranzoni, peintre italien († 20 octobre 1889).

## Décès en 1843
- 27 juillet : Giuseppe Sabatelli, 30 ans, peintre, spécialisé dans les sujets historiques et les portraits, professeur à l'Académie des beaux-arts de Florence. (° 24 juin 1813)